# Transporteurs ABC
Les transporteurs ABC ou transporteurs à cassettes liant l'ATP (ATP Binding Cassette en anglais) forment un vaste ensemble de protéines transmembranaires dont le rôle est le transport unidirectionnel de part et d'autre de la membrane cytoplasmique de diverses substances (ions, stérols, macromolécules...). Ils utilisent l'hydrolyse de l'ATP comme source d'énergie pour ce transport et libèrent un groupement phosphate et de l'ADP. Ils effectuent donc d'un transport actif primaire, ligand dépendant.
On trouve des transporteurs ABC chez la plupart des organismes vivants, bactéries, archées et eucaryotes. Chez l'homme, les transporteurs ABC sont en particulier abondamment exprimés dans les cellules du foie, des reins et des intestins. Chez les bactéries, ils sont souvent impliqués dans l'efflux de molécules toxiques comme les antibiotiques.
Les transporteurs ABC ont une structure modulaire. Chaque moitié de transporteur est constituée d'un groupe d'hélices alpha qui créent six ponts disulfures entre les deux versants de la bicouche et font une saillie dans le cytoplasme de telle sorte que le domaine de liaison des nucléotides se trouve dans ce compartiment. Le régulateur transmembranaire de la mucoviscidose, CFTR, et le transporteur Msba font partie de cette famille de protéines, de même que les protéines de résistance aux médicaments. Ces dernières sont chargées d'éliminer les substances étrangères à la cellule et qui lui sont potentiellement délétères.
Les transporteurs ABC peuvent avoir une fonction de régulation des canaux ioniques. Le récepteur des sulfonylurées (SUR) est indispensable au fonctionnement d'un canal potassique dépendant de l'ATP qui régule la sécrétion de l'insuline. La surexpression d'un transporteur ABC, la phospho-glycoprotéine (codée par le gène MDR1) est responsable de la chimio résistance de certaines tumeurs.
Les transporteurs de type ABC sont présents au niveau des lysosomes afin de fournir de l'énergie pour y faire entrer des oligosaccharides, des peptides ou des lipides à dégrader.